# Giuliano di Sora
San Giuliano di Sora (Dalmazia, ... – Sora, 27 gennaio 161) fu un martire cristiano.
Fu decapitato sotto l'impero di Antonino Pio e si hanno tracce del suo culto presso la Chiesa d'occidente già dal II secolo.

## Agiografia
La tradizione orale riportata in alcuni testi tra cui quelli del cardinale Cesare Baronio considerati tra i più autorevoli, narra di un giovane (per alcuni un soldato) che all'epoca della persecuzione di Antonino Pio venne in Italia dalla Dalmazia per predicare il vangelo.
Vicino ad Anagni fu riconosciuto come cristiano, arrestato e condotto ad Atina (ma altre fonti dicono a Sora ). Il governatore Flaviano (per altri Daciano), sicuramente residente in Sora, nel tentativo di farlo abiurare lo fece rinchiudere per sette giorni a digiuno e senza acqua in una tetra prigione.
Non avendo con ciò ottenuto il risultato sperato, si passò alla tortura durante la quale però si verificò il crollo del tempio di Serapide, ed a questo punto il governatore decretò la condanna a morte per decapitazione che fu eseguita nei pressi del tempio crollato. Era il giorno 27 gennaio dell'anno 161.
Questo è quanto riportato negli Acta Sanctorum. Anche sulla data del martirio esistono diverse versioni: negli Annales Ecclesiastici il Baronio ascrive il martirio all'anno 175, sotto Marco Aurelio ma nel Martirologio Romano dello stesso autore, si fa riferimento all'imperatore Antonino Pio (138-161). Sempre il Baronio conferma Sora come luogo del martirio.

## Culto
(Vetus Martyrologium Romanum A.D. MDCCCCLVI)
Come risulta dal documento autografo del vescovo Girolamo Giovannelli †(1609-1632), trasmesso alla Congregazione dei riti il 15 aprile 1614, le reliquie di san Giuliano furono rinvenute nel luogo del martirio il giorno 2 ottobre 1612 e traslate il 6 aprile 1614, per ordine della duchessa Costanza Sforza Boncompagni, nella Chiesa di Santo Spirito che era stata eretta per volontà della stessa Sforza.
In quella occasione giunse a Sora una delegazione di Giugliano (NA), per chiedere al vescovo alcune reliquie del santo. Le ottenne, e da allora san Giuliano, è il patrono di Giugliano. Per questo nel 1631 fu realizzata, in suo onore, la Cappella del Tesoro all'interno della chiesa principale di Santa Sofia.
Quasi duecento anni dopo il ritrovamento, il vescovo Agostino Colaianni †(1797-1814) le fece trasferire nella Cattedrale di Santa Maria Assunta, sotto un altare dedicato al santo.